# Laophonte
Laophonte är ett släkte av kräftdjur. Laophonte ingår i familjen Laophontidae.

## Dottertaxa tillLaophonte, i alfabetisk ordning[1][2]
- Laophonte acutirostris
- Laophonte adamsiae
- Laophonte adduensis
- Laophonte adriatica
- Laophonte applanata
- Laophonte arenicola
- Laophonte baltica
- Laophonte brevifurca
- Laophonte brevirostris
- Laophonte cesareae
- Laophonte ciliata
- Laophonte commensalis
- Laophonte confusa
- Laophonte congenera
- Laophonte cornuta
- Laophonte danversae
- Laophonte denticornis
- Laophonte depressa
- Laophonte dinocerata
- Laophonte dominicalis
- Laophonte drachi
- Laophonte elongata
- Laophonte farrani
- Laophonte faxi
- Laophonte ifalukensis
- Laophonte inopiata
- Laophonte inopinata
- Laophonte inornata
- Laophonte leuke
- Laophonte longicaudata
- Laophonte longistylata
- Laophonte macani
- Laophonte mississippiensis
- Laophonte nordgaardi
- Laophonte parvula
- Laophonte parvuloides
- Laophonte perplexa
- Laophonte pseudooculata
- Laophonte reticaudata
- Laophonte serrata
- Laophonte setosa
- Laophonte sima
- Laophonte thoracica
- Laophonte trilobata